# Rumen Goranov
Rumjancso Goranov Radev (bolgár cirill betűkkel: Румянчо Горанов Радев; Pleven, 1950. március 17. –) bolgár labdarúgókapus.

## Pályafutása

### A válogatottban
1971 és 1979 között 34 alkalommal szerepelt a bolgár válogatottban. Részt vett az 1974-es világbajnokságon.

## Sikerei, díjai
Lokomotiv Szofija
- Bolgár bajnok (1): 1977–78
- Bolgár kupa (1): 1981–82

Levszki Szofija
- Bolgár kupa (1): 1970–71

APÓEL
- Ciprusi bajnok (1): 1985–86
- Ciprusi kupa (1): 1983–84

Egyéni
- Az év bolgár labdarúgója (1): 1978